# Amtsgericht Unna

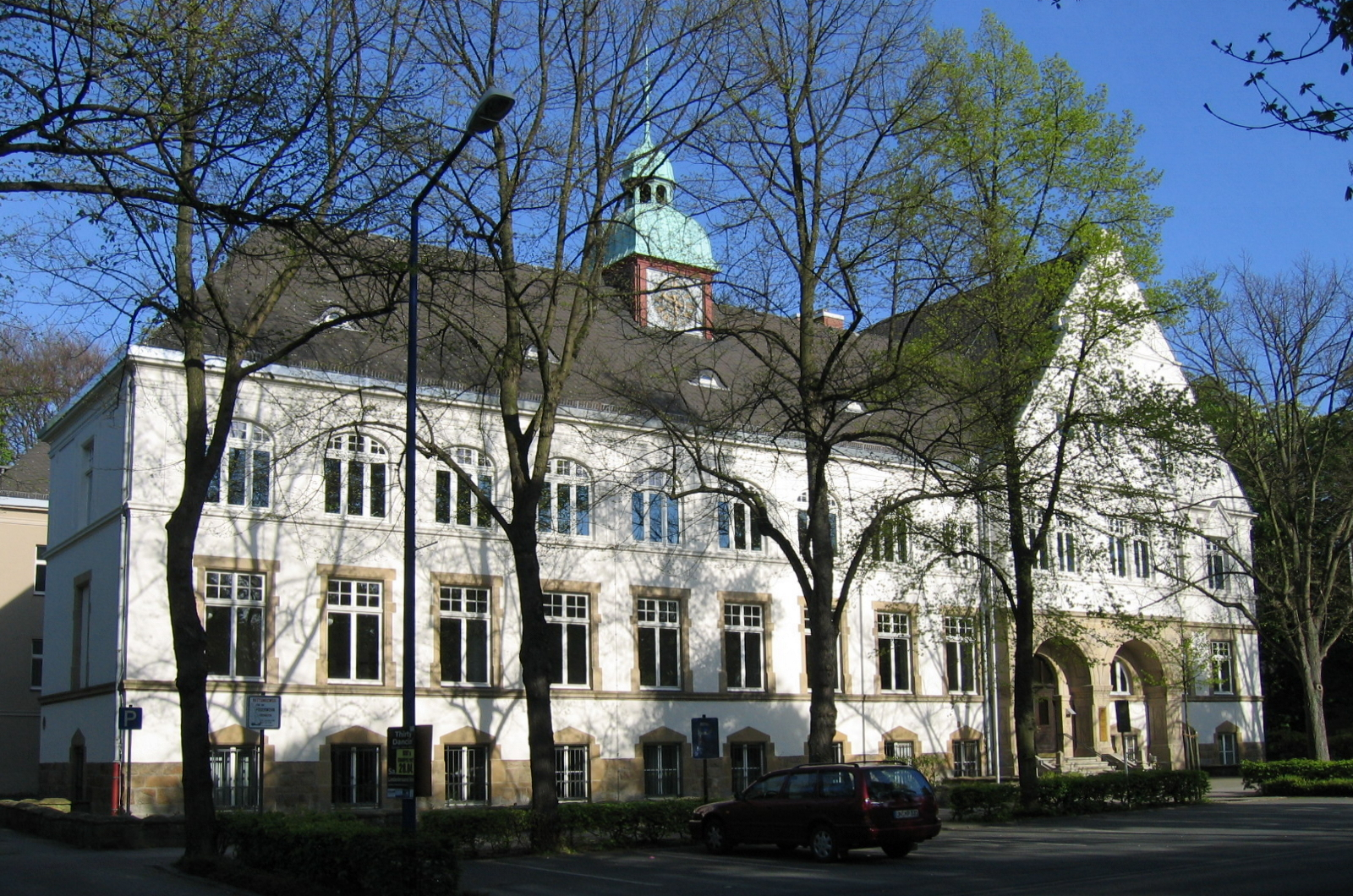
Gerichtsgebäude

Das Amtsgericht Unna ist ein Gericht der ordentlichen Gerichtsbarkeit und eines von fünf Amtsgerichten (AG) im Bezirk des Landgerichts Dortmund.

## Gerichtssitz und -bezirk
Sitz des Gerichts ist die Kreisstadt Unna im östlichen Ruhrgebiet. Der 205 km² große Gerichtsbezirk umfasst das Gebiet der Städte Unna und Fröndenberg sowie das der Gemeinden Bönen und Holzwickede. In ihm leben rund 130.000 Menschen.
Als Landwirtschaftsgericht ist das AG Unna auch für die Bezirke der Amtsgerichte Hamm, Dortmund und Schwerte zuständig.
Das Handels- und Genossenschaftsregister für den Bezirk des AG Unna wird beim Amtsgericht Hamm geführt. Für Insolvenzverfahren ist das Amtsgericht Dortmund, für Mahnverfahren das Amtsgericht Hagen zuständig.

## Geschichte
1753 wurde in Unna ein für die Städte Unna, Kamen, Schwerte, Hörde und Lünen zuständiges Landgericht, 1812 unter französischer Besatzung das Friedensgericht für den Kanton Unna eingerichtet. Das königlich preußische Land- und Stadtgericht folgte 1815, eine königlich preußische Kreisgerichtsdeputation 1849. Das königlich preußische Amtsgericht Unna wurde mit Wirkung zum 1. Oktober 1879 als eines von 8 Amtsgerichten im Bezirk des Landgerichtes Dortmund im Bezirk des Oberlandesgerichtes Hamm gebildet. Der Sitz des Gerichtes war Unna. Sein Gerichtsbezirk umfasste den Stadtbezirk Unna, das Amt Fröndenberg, die Gemeindebezirke Bramey, Lenningsen, Flierich und den Gutsbezirk Brügge aus dem Amt Rhynern, die Gemeindebezirke Afferde, Hemmerde, Lünern, Mühlhausen, Niedermassen, Obermassen, Siddinghausen, Stockum, Uelzen und Westhemmerde aus dem Amt Unna-Kamen, die Gemeindebezirke Hengsen, Holzwickede und Opherdicke aus dem Amt Aplerbeck und den Gemeindebezirk Wickede aus dem Amt Brakel.
Am Gericht bestanden 1888 drei Richterstellen. Das Amtsgericht war damit ein mittelgroßes Amtsgericht im Landgerichtsbezirk.

## Gebäude
Das Gericht residierte zunächst im ehemaligen Rathaus. 1881 wurde ein neues Gerichtsgebäude am Hertinger Tor bezogen. 1967 kaufte die Justizverwaltung das frühere Verwaltungsgebäude der Klöckner-Werke AG, Friedrich-Ebert-Straße 65a, in dem das Gericht seit 1968 untergebracht ist.

## Übergeordnete Gerichte
Das dem Amtsgericht Unna unmittelbar übergeordnete Landgericht ist das Landgericht Dortmund, zuständiges Oberlandesgericht ist das Oberlandesgericht Hamm.